# Cape Anguille
Cape Anguille (Frans: Cap Anguille) is een kaap in de Canadese provincie Newfoundland en Labrador. De kaap bevindt zich in de Saint Lawrencebaai en is het meest westelijk gelegen punt van het eiland Newfoundland. Cape Anguille heeft een vuurtoren en ligt vlak bij de plaats Codroy.

## Toponymie
De kaap maakte van 1783 tot en met 1904 deel uit van de Franse kust van Newfoundland. Het dankt daaraan zijn Franstalige naam anguille, die "paling" betekent.

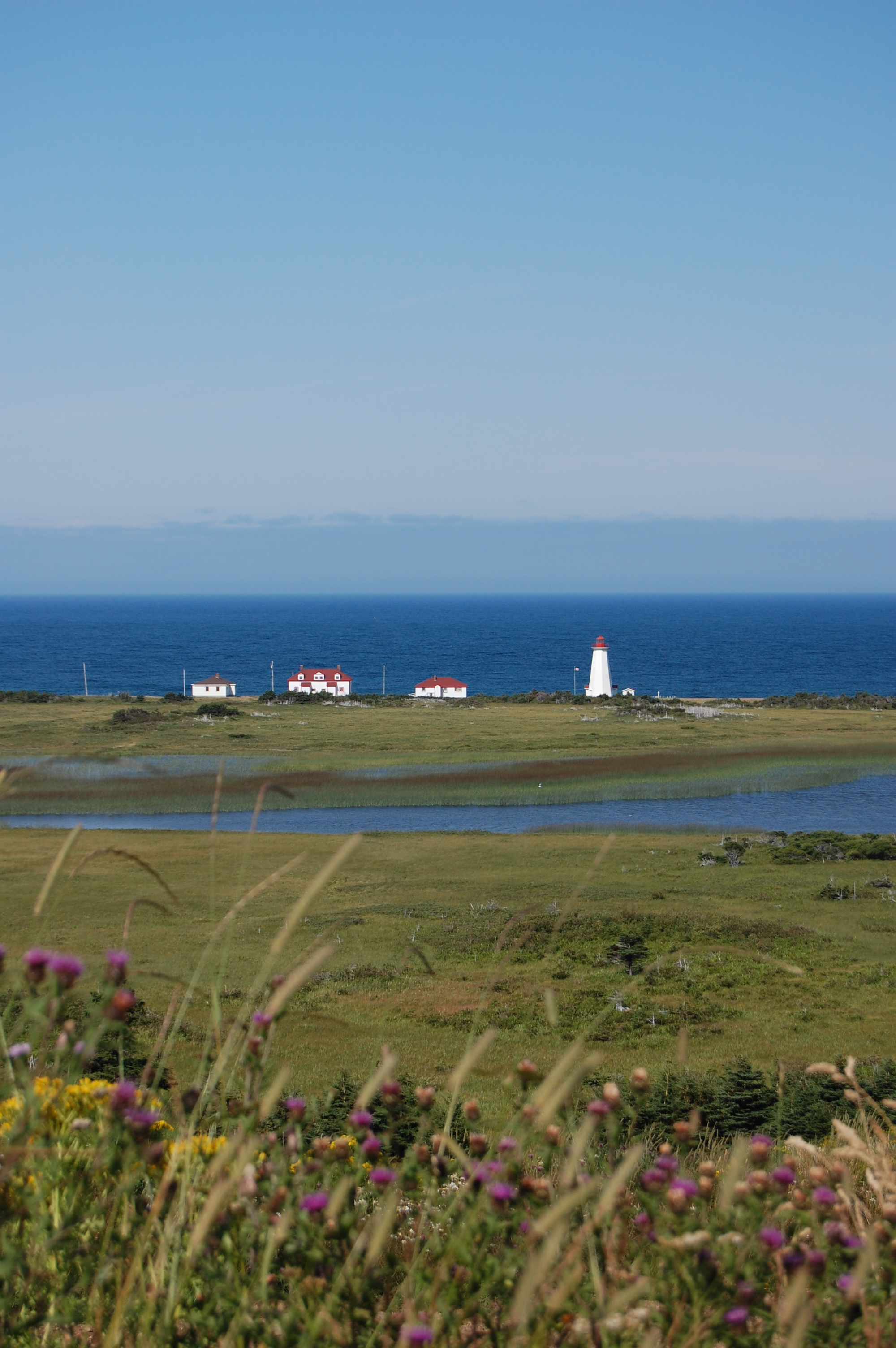
De vuurtoren van Cape Anguille